# بوسه مرگ (فیلم ۱۹۹۵)
بوسه مرگ (انگلیسی: Kiss of Death) فیلمی در ژانر جنایی به کارگردانی باربت شرودر است که در سال ۱۹۹۵ منتشر شد.

## بازیگران
- دیوید کاروسو
- نیکلاس کیج
- ساموئل ال. جکسون
- هلن هانت
- وینگ ریمز
- استنلی توچی
- کاترین اربه
- مایکل راپاپورت
- فیلیپ بیکر هال
- ان میرا
- آنتونی هیلد